# Hans Arnold Gräbke
Hans Arnold Gräbke (* 6. Oktober 1900 in Höxter; † 13. Mai 1955 in Münster) war ein deutscher Kunsthistoriker und Museumsleiter.

## Leben
Hans Arnold Gräbke war ein Sohn des Theologen Wilhelm Louis Oskar Gräbke. Er studierte Kunstgeschichte, Archäologie und Germanistik und schloss sein Studium 1923 an der Universität Göttingen ab. Von 1923 bis 1931 arbeitete er als wissenschaftlicher Mitarbeiter von Karl Haberstock in Berlin und wurde 1928 in Göttingen promoviert. Nach einem Volontariat am Museum für Kunst und Kulturgeschichte der Hansestadt Lübeck 1931 kam er 1932 nach Rostock, wo er das Altertumsmuseum neu mitgestaltete. Nach einem Romaufenthalt von 1933 bis 1934 am Deutschen Historischen Institut Rom wurde Hans Arnold Gräbke 1935 wissenschaftlicher Mitarbeiter des Landesmuseums Münster und 1936 Museumsdirektor des Städtischen Museums Rostock und der dortigen Altertumssammlung. Im Krieg war er gemeinsam mit der Archivarin Elisabeth Schnitzler überwiegend mit der Auslagerung und Sicherung Rostocker Kulturgüter und des Archivguts befasst. Gräbke eröffnete das Museum erneut 1945. 
1946 wurde er als Museumsleiter nach Lübeck an das St.-Annen-Museum berufen (das Behnhaus diente noch den britischen Besatzungstruppen) und fand in Lübeck eine ähnliche Situation wie in Rostock vor, die die Rückführung ausgelagerter Bestände, die Bestandssicherung und erste Restaurierung der Kriegsschäden in den Vordergrund stellte. Sein Nachfolger in Rostock wurde Ludolf Fiesel. Er setzte 1947 den Barlach-Plan von Carl Georg Heise um, indem er die drei von Ernst Barlach fertiggestellten Statuen der Gemeinschaft der Heiligen in den Nischen der Westfassade der Katharinenkirche aufstellen ließ und leitete in Abstimmung mit Barlach die Vollendung dieses Zyklus durch Statuen des Bildhauers Gerhard Marcks ein. In seine Amtszeit fallen die Fälschungen der Wandmalereien durch Lothar Malskat 1948 bei Gelegenheit des Wiederaufbaus der Lübecker Marienkirche. 1955 erfolgte seine Berufung als Direktor des Westfälischen Landesmuseums in Münster. Dort verstarb er am Tag seiner Amtseinführung. 

„Schwer hat auf ihm die Verwicklung in den Malskat-Prozeß gelastet, aus dem er untadelig hervorging; aber er litt daran, dass auch er die Fälschung der Fresken in der Marienkirche nicht rechtzeitig erkannt hatte, freilich ständig an der von ihm gewünschten Kontrolle der Arbeiten gehindert.“

Sein Nachfolger in Lübeck wurde Fritz Schmalenbach. Gräbkes Nachlass befindet sich im Stadtarchiv Rostock.

## Schriften
- Tobias Wilhelmi und die Magdeburger Barockskulptur nach dem Dreißigjährigen Kriege. 1928 (Dissertation)
- Die St. Marienkirche zu Rostock, Adler, Rostock 1933
- [mit Heinrich Rahden:] Die Schiffe der Rostocker Handelsflotte 1800-1917. Hinstorff, Rostock 1941.
- Rostock, Marienkirche, Neuer Markt und Rathaus. 1944.
- Der Reformationsteppich der Universität Greifswald. Mann, Berlin 1947.
- Doberan, Kloster. 1948.
- Wismar. Deutscher Kunstverlag, Berlin 1948.
- Der Memling-Altar. Lübeck, [ca. 1950].
- Die Wandmalereien der Marienkirche zu Lübeck. 1951.
- Lübecker Wandmalereien des Mittelalters. Mit 16 Kunstdruckbildern. Rahtgens, Lübeck [1951].
- Lübeck. (Deutsche Lande - Deutsche Kunst). München/Berlin 1953.